# Menge (Éthiopie)
Pour les articles homonymes, voir Menge (homonymie).
Menge est une ville d'Éthiopie, située dans la zone Asosa de la région Benishangul-Gumuz. Elle se trouve à 10° 23′ N, 34° 46′ E et à 1 123 mètres d'altitude.